# Марк Манлій Вульсон
Марк Ма́нлій Вульсо́н (лат. Marcus Manlius Vulso; V століття до н. е.) — політичний та військовий діяч Римської республіки; військовий трибун з консульською владою (консулярний трибун) 420 року до н. е.

## Біографічні відомості
Походив з патриціанського роду Манліїв. Про молоді роки Марка Манлія відомості не збереглися. Імовірно був або молодшим сином або онуком Авла Манлія Вульсона, консула 474 року до н. е.
У 420 році до н. е. Марка Манлія було обрано військовим трибуном з консульською владою разом з Авлом Семпронієм Атратіном, Луцієм Квінкцієм Цинціннатом і Луцієм Фурієм Медулліном. На цій посаді разом із колегами проводив політику на користь патриціїв, виключно серед яких того року були обрані квестори, чим ці трибуни викликали ненависть з боку плебеїв. 
Подальша доля Марка Манлія Вульсона невідома. 